# Aston Martin 2-Litre Sports
Aston Martin 2-Litre Sports — автомобиль, выпускавшийся фирмой Aston Martin с 1948 по 1950 год.

## История машины
Aston Martin 2-Litre Sports стал первой новой моделью компании под руководством Дэвида Брауна. Впоследствии автомобиль стал известен как DB1. Он впервые был представлен на Лондонской автовыставке в 1948 году. Основой для DB1 было шасси прототипа «Atom», который разрабатывался перед самой Второй мировой войной. На автомобиле стоял 2-литровый двигатель, разработанный Клодом Хиллом. Всего было продано 15 DB1.
Вскоре после приобретения компании Aston Martin Дэвидом Брауном, конструкция прототипа стала совершенствоваться. Чтобы опробовать его выносливость, прототип принял участие в 24-часовой гонке в Спа в 1948 году. Автомобиль, управляемый Джоном Хорсфолом и Лесли Джонсоном, выиграл эту гонку, а затем был восстановлен и показан на Лондонской автовыставке как образец новой серии для продажи «Spa Replica». Но желающих купить его не оказалось. До 2006 года этот единственный экземпляр хранился в Автомобильном музее Нидерландов, а затем возвращён в Великобританию и полностью отреставрирован.
Наряду с этим гоночным автомобилем был построен 2-местный родстер с обычным кузовом для участия в Лондонской автовыставке. Этот 2-Litre Sports, как видно из его названия, использовал 2-литровый двигатель Клода Хилла. Имея мощность в 90 л.с. (67 кВт), автомобиль развивал скорость не более 150 км/ч из-за приличного для 2-местного открытого кузова веса и низкооктанового бензина послевоенной Британии.
13 автомобилей построены в виде открытых родстеров, как и показанный в Лондоне, и имели радиаторную решётку из 3 частей. Одной характерной особенностью этих автомобилей было место в одном переднем крыле для запасного колеса. Ещё одно шасси было продано под частный кузов.
После появления в 1950 году замены в виде DB2, с 6-цилиндровым рядным мотором Lagonda, за 2-Litre Sports закрепилось название DB1. К тому моменту было выпущено только 12 DB1, однако, так как DB2 был автомобилем со складной жёсткой крышей, а клиент хотел иметь мягкую, для специального заказа были изготовлены шасси под номерами 13, 14 и 15.

## Фотографии

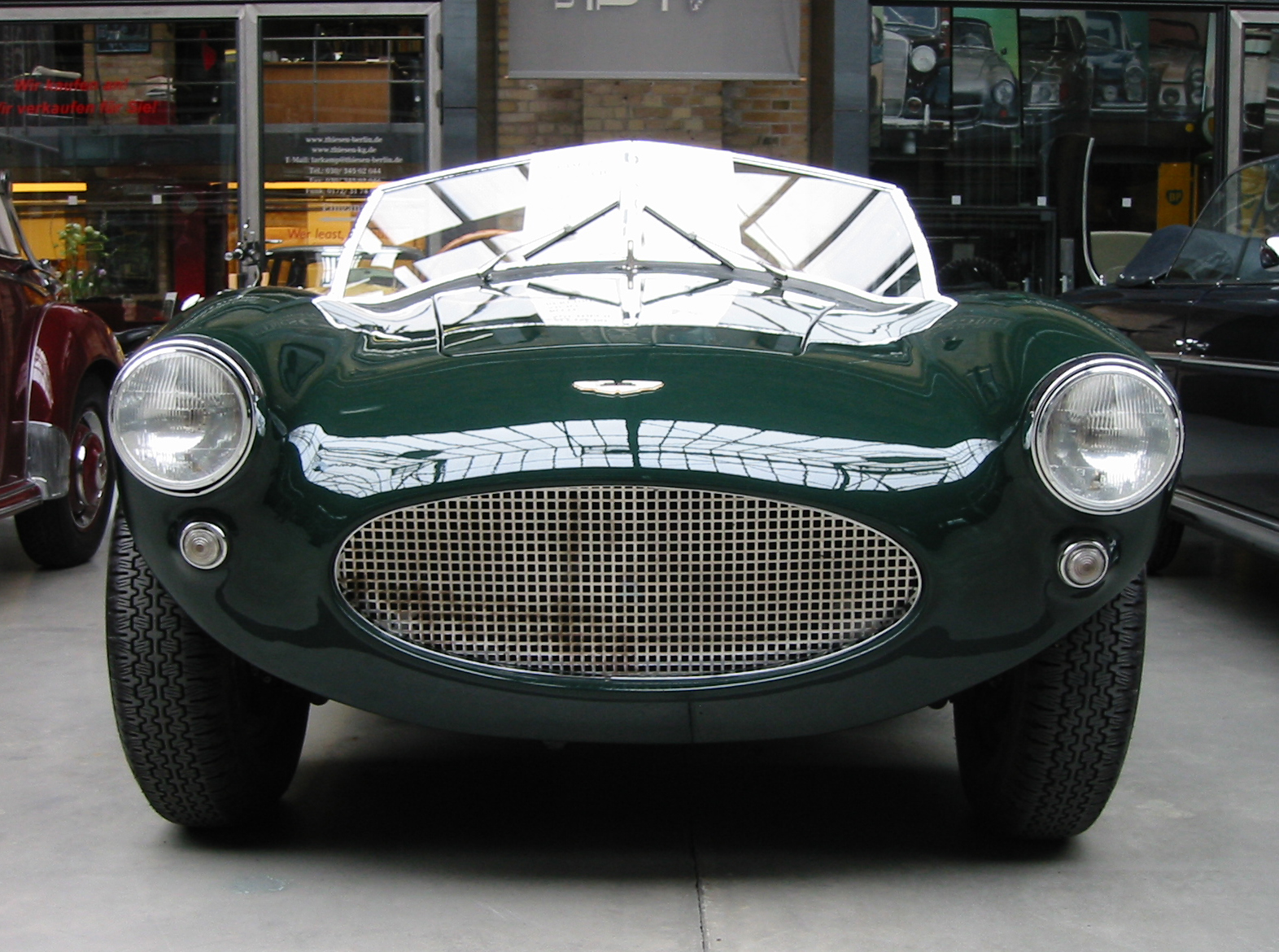
Aston Martin DB1 Spa (вид спереди)
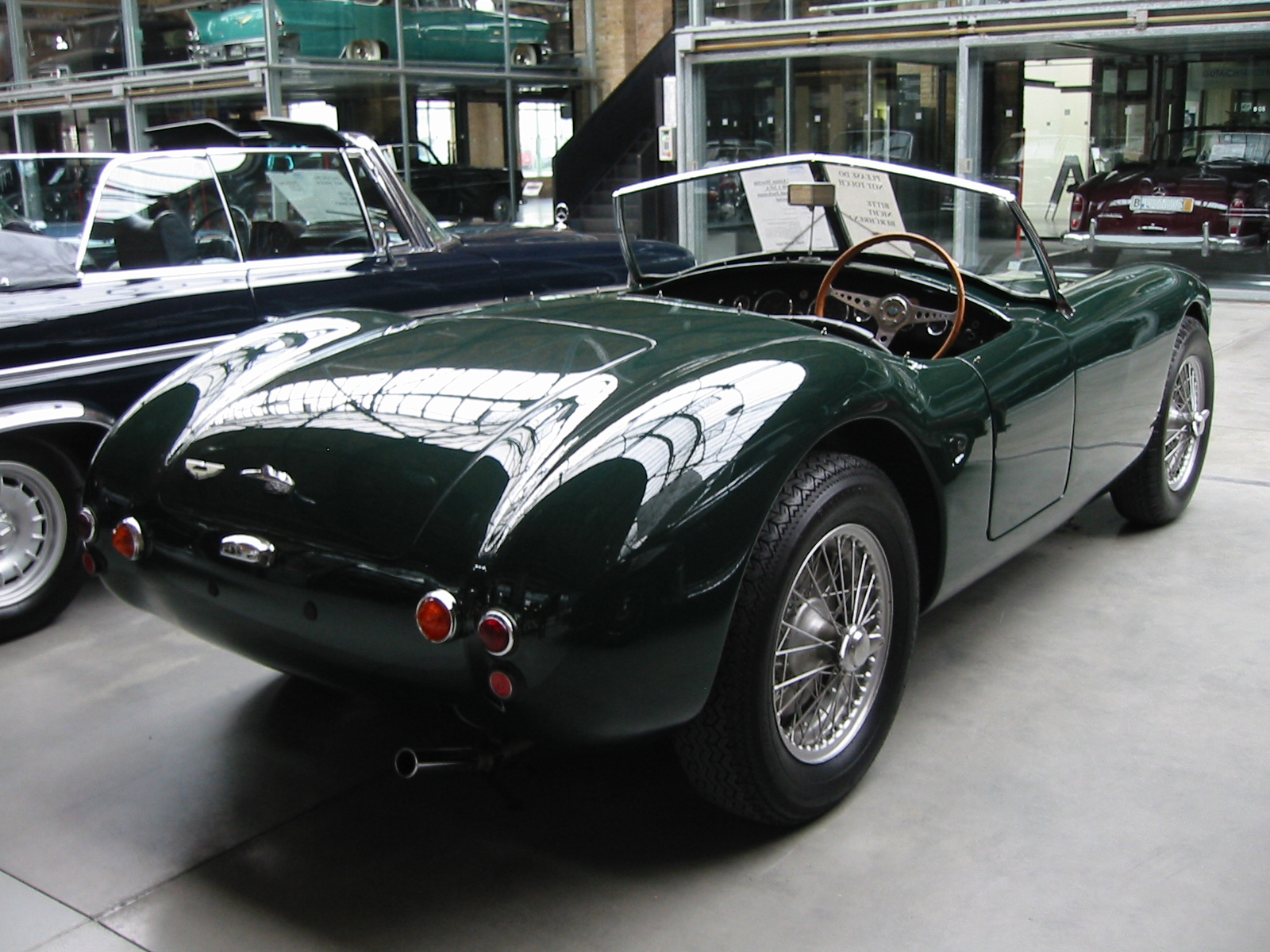
Aston Martin DB1 Spa (вид сзади-сбоку)
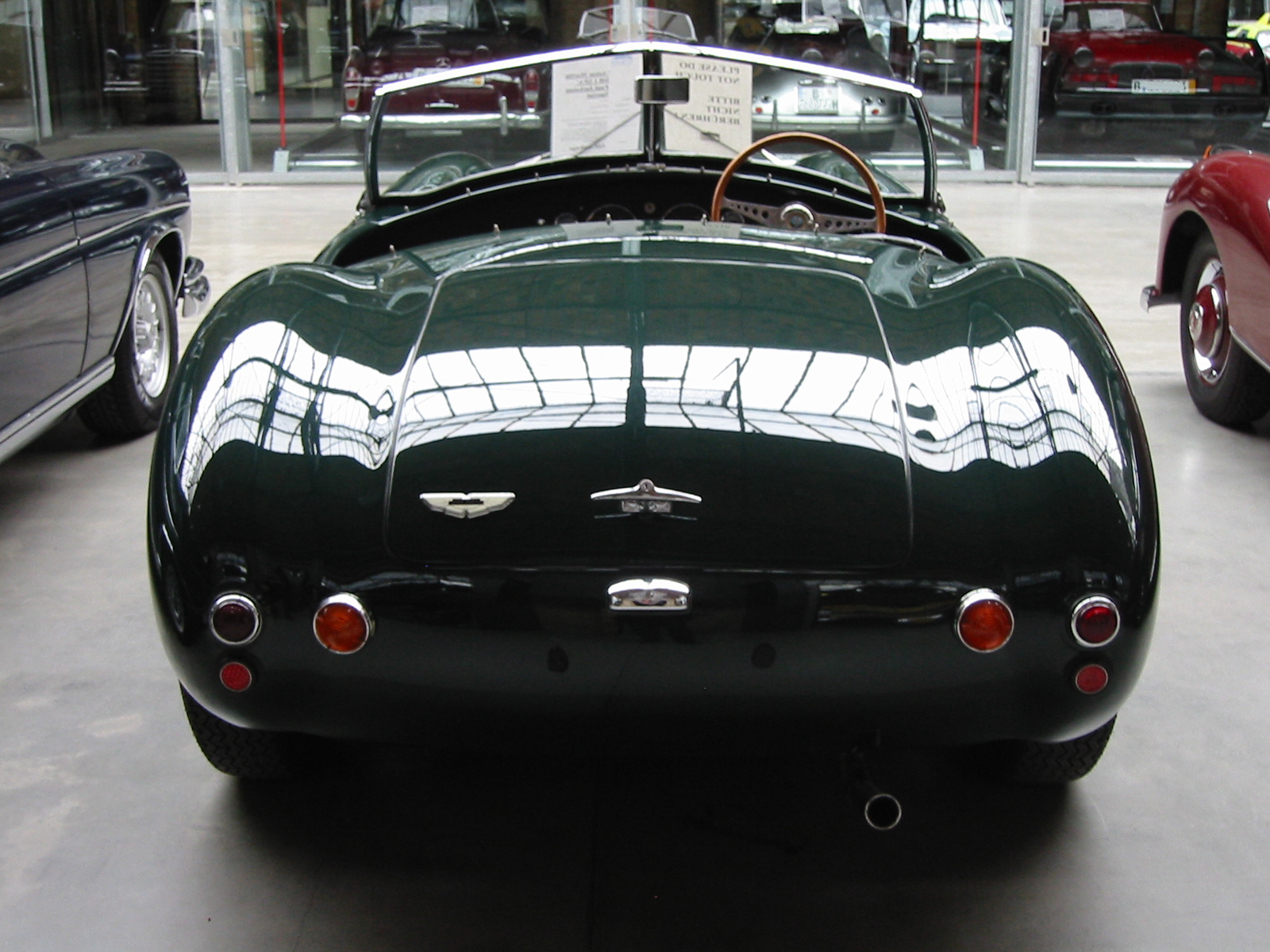
Aston Martin DB1 Spa (вид сзади)
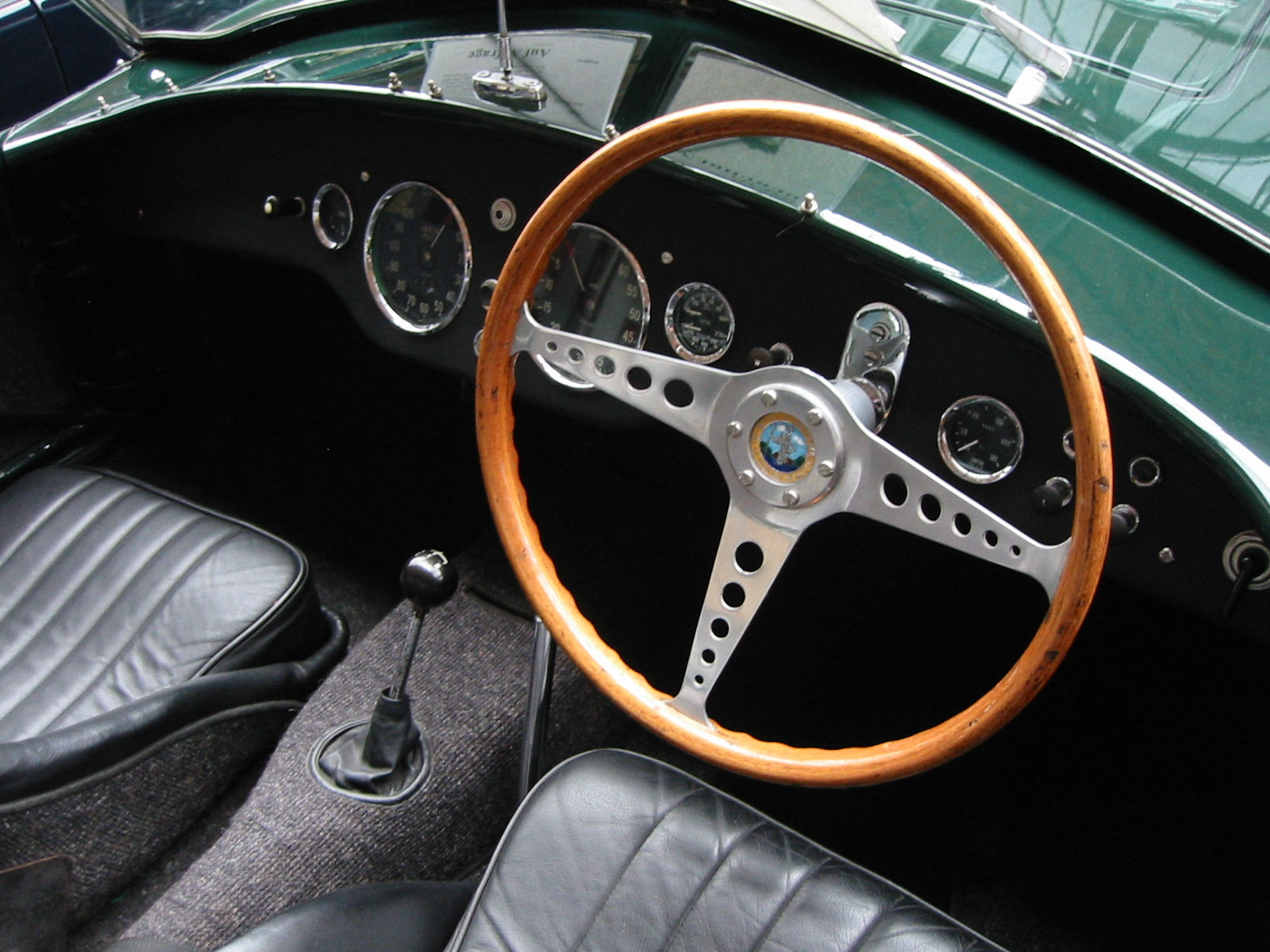
Aston Martin DB1 Spa (салон)
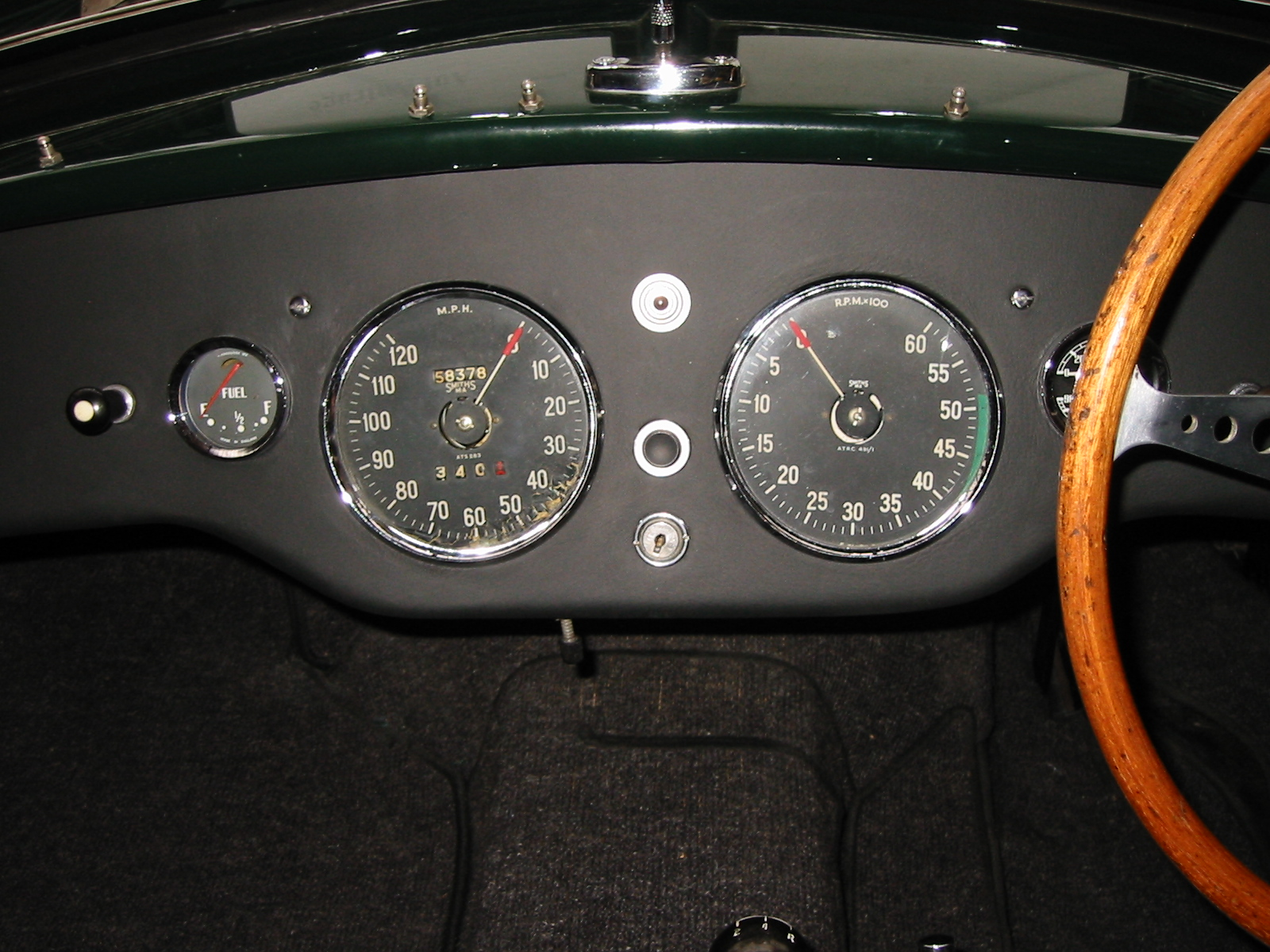
Aston Martin DB1 Spa (панель)